# Acaena confertissima
Acaena confertissima é uma espécie de rosácea do gênero Acaena, pertencente à família Rosaceae.